# مؤسسه تجارت جهانی

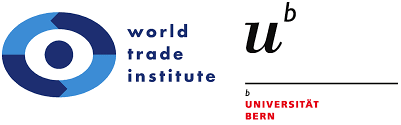
نمایی از نشان‌وارهٔ رسمی موسسه تجارت جهانی - ۲۰۱۸

موسسه تجارت جهانی (به انگلیسی: (World Trade Institute (WTI) یکی از مراکز مطالعات پیشرفته دانشگاه برن است. این مؤسسه در برن، پایتخت کشور سوئیس واقع شده ومدیریت آن در حال حاضر با پروفسور توماس کوتییر (به انگلیسی: Thomas Cottier) است. این مؤسسه در سال ۱۹۹۹ توسط دانشگاه برن، دانشگاه فیری بورگ و دانشگاه نوشاتل در چارچوب کنوانسیون بن فری (به انگلیسی: BeNeFri  convention) تأسیس شد. این کنوانسیون جهت همکاری نزدیکتر بین سه دانشگاه مرکزی سوئیس تأسیس شد. مؤسسه تجارت جهانی با هدف ظرفیت سازی و بالا بردن سطح آگاهی‌های بین‌المللی از قوانین اقتصادی تشکیل شده‌است و در این راستا دارای رابطه تنگاتنگ با مؤسسه حقوق اقتصادی اروپایی و بین‌المللی (به انگلیسی: Institute of European and International Economic Law) در دانشگاه برن است. مؤسسه تجارت جهانی همچنین فراهم‌کننده تحصیلات تکمیلی و انجمنی جهت پژوهشهای بین رشته‌ای در زمینه قانون تجارت بین‌المللی و اقتصاد است.. به منظور تقویت تعامل بین دانشجویان و متخصصان، این مؤسسه محققان و پژوهشگران را برای ایجاد شبکه‌های تخصصی ترغیب می‌کند. مؤسسه تجارت جهانی ارائه دهنده برنامه‌های کارشناسی ارشد در قانون تجارت بین‌المللی و اقتصاد (مایلی)(به انگلیسی: MILE)، آکادمی تابستانی، دروس مربوط به سازمان جهانی تجارت (به انگلیسی: WTO)، برنامه آموزشی اجرایی و دوره‌های سفارشی درمناسبات تجارت و اقتصاد است. در سال ۲۰۰۵ مؤسسه تجارت جهانی مبدل به مرکز تحقیقات پیشرو برای مرکز ملی صلاحیت در پژوهش مقررات تجارت سوئیس (به انگلیسی: National Centres of Competence in Research NCCR) شد. این توسط بنیاد ملی علوم سوئیس تأسیس شده‌است. مؤسسه تجارت جهانی همچنین میزبان کنفرانس سالانه انجمن تجارت جهانی که در آن سخنرانان و محققان از رشته‌های حقوق، اقتصاد، علوم سیاسی و روابط بین‌المللدر مورد مباحث سیستم تجارت جهانی معاصر بحث و تبادل نظر می‌کنند می‌باشد. مقالات، نظرات و نتیجه‌گیری از این کنفرانس در کتاب تجارت جهانی انتشارات دانشگاه کمبریج منتشر می‌شود.

## آموزش

### برنامه آموزشی دوره دکترا
این مرکز با همکاری دانشگاه برن اقدام به تربیت دانشجوی دکترا می‌نماید.

### برنامه آموزشی کارشناسی ارشد
برنامه کارشناسی ارشد حقوق بین‌الملل و اقتصاد (مایلی) برنامه شاخص مؤسسه تجارت جهانی است که در سال ۱۹۹۹ تأسیس شده‌است.

### آکادمی تابستانی
کادمی تابستان مؤسسه تجارت جهانی مسائلی در خصوص مقررات تجارت را برای حرفه‌ای‌ها، سازمان مردم‌نهاد، مقامات دولتی، محققان و دانشجویان آموزش می‌دهد.

### برنامه آموزش از راه دور
برنامه آموزش از راه دور مؤسسه تجارت جهانی یک برنامه با هدف پر کردن شکاف علمی و عدم هماهنگی در مذاکرات موجود بین کشورهای توسعه یافته و در حال توسعه‌است.

### دوره‌های دروس هفتگی
تقریباً همه دروس برنامه‌های کارشناسی ارشد در قانون تجارت بین‌المللی و اقتصاد (مایلی)(به انگلیسی: MILE) به صورت یک دوره هفتگی در دسترس است.